# Neobarrettia vannifera
Neobarrettia vannifera är en insektsart som beskrevs av Ferdinand Julius Cohn 1965. Neobarrettia vannifera ingår i släktet Neobarrettia och familjen vårtbitare. Inga underarter finns listade i Catalogue of Life.